# Раббани, Бурхануддин
Бурханудди́н Раббани́ (дари برهان الدين رباني, тадж. Бурҳониддин Раббонӣ; 20 сентября 1940 — 20 сентября 2011) — президент Афганистана с 1992 по 2001 год. Из-за действий талибов его полномочия с 27 сентября 1996 по 13 ноября 2001 не распространялись на большинство регионов страны, включая столицу, однако он продолжал признаваться международным сообществом в качестве легитимного главы Афганистана. Был председателем Афганского высшего совета мира.

## Биография
Бурхануддин Раббани родился в семье скотовладельца в 1940 году в г. Файзабад — провинции Бадахшан на северо-востоке Афганистана в таджикской персоязычной семье. Обучался в религиозной школе Абу-Ханифия, затем на теологическом факультете Кабульского университета, учился исламской философии в Египте в университете Аль-Азхар. С 1963 года профессор Кабульского университета, где преподавал исламское право. Вернулся в Афганистан в 1968 году.
После переворота принца Дауда в 1973 году эмигрировал в пакистанский город Пешавар. До апреля 1978 года Раббани был одним из крупнейших торговцев-экспортеров ковров, занимался контрабандой. Участвовал в военных действиях в Афганской войне 1979—1989 гг. Был одним из командующих афганскими моджахедами, численность его бойцов превышала 20 тысяч человек. В 1985 году лично руководил подавлением восстания в лагере Бадабер.
По информации на 1989 год, он владел в Пакистане птицефабрикой и предприятиями по производству ковров, тканей, получая ежегодно прибыль до 20 миллионов рупий; другим источником его доходов была торговля контрабандными товарами и наркотиками, осуществлявшаяся в Иране и Пакистане — до прихода талибов к власти он оставался одним из крупнейших поставщиков опиума и героина в мусульманские страны; также при его участии вёлся контрабандный вывоз лазурита из Бадахшана и изумрудов из Панджшера.
В начале мая 1992 года он вернулся в Кабул и 28 июня, в соответствии с Пешаварским соглашением, занял пост временного президента Исламского Государства Афганистан. 30 декабря 1992 года состоявшее преимущественно из сторонников Раббани собрание Шура избрало его президентом на следующие 2 года. В 1994 году президентские полномочия Раббани были продлены Верховным судом.
С 1996 года являлся одним из лидеров Северного Альянса. 22 декабря 2001 года Раббани официально подал в отставку с поста президента. В демократическом Афганистане оставался лидером партии «Исламское общество Афганистана».
Погиб 20 сентября 2011 года на встрече с двумя представителями движения «Талибан» в собственном доме в районе Вазир-Акбар-Хан в Кабуле от взрыва бомбы, спрятанной в тюрбане террориста-смертника.
Сын Салахуддин — был министром иностранных дел Афганистана, после смерти отца возглавил партию «Исламское общество Афганистана».

## Награды иностранных государств
2 сентября 2021 года, президент республики Таджикистан, Эмомали Рахмон, посмертно наградил Бурхануддина Раббани орденом «Исмоили Сомони I степени», за содействие и посредничество в переговорах между таджиками в 1993—1996 годах и великий вклад в процесс восстановления мира в Республике Таджикистан.